# Twelve Minutes
Twelve Minutes es un videojuego perteneciente al género de aventuras desarrollado por Luis Antonio y fue publicado por Annapurna Interactive para Microsoft Windows y Xbox One. El videojuego, que tiene lugar en un pequeño conjunto de apartamentos y áreas a su alrededor, requiere que el jugador juegue repetidamente eventos de un ciclo de 12 minutos para tratar de resolver un misterio.

## Jugabilidad
Twelve Minutes se juega desde una perspectiva de vista aérea de un apartamento compartido por un hombre y su esposa, que incluye el área principal de la sala de estar y la cocina, su dormitorio y baño. El jugador controla al esposo durante estos eventos, donde es libre de realizar varias acciones. Sin tomar ciertas medidas, en el transcurso de los 12 minutos, el hombre se entera de que su esposa está embarazada, pero un oficial de policía llega al departamento, acusa a la esposa de asesinar a su padre hace varios años y, al intentar arrestarla, noquea al esposo, ataca y mata a la esposa y a su hijo nonato. El videojuego luego se reinicia en el punto original, momento en el cual el jugador ahora puede intentar tomar medidas para saber que la esposa es sospechosa, cómo evitar su arresto u otras acciones para encontrar un "mejor" resultado en los próximos 12 minutos. de lo contrario, reiniciarán los 12 minutos. Sin embargo, al jugador no se le da ninguna información exacta de cuál es su objetivo, dejándoles a ellos explorar libremente para ver cómo resolver la situación. El hombre es el único personaje que retiene el conocimiento de los ciclos temporales anteriores, como el conocimiento del arresto inminente, y esta información puede usarse para realizar otras acciones en ciclos futuros. Este ciclo de juego se ha comparado con The Legend of Zelda: Majora's Mask. Si bien el ciclo principal dura solo 12 minutos en tiempo real, se espera que el videojuego tarde entre 6 y 8 horas en completarse.

## Banda Sonora
La banda sonora del videojuego cuenta con arte original compuesto por Neil Bounes,simultáneamente cuenta con canciones licenciandas, las canciones son del famoso cantautor Carlos Gardel, las canciones son Volver (tango),Por una cabeza,Lejana tierra mía y El día que me quieras

## Desarrollo
Luis Antonio es un exartista de Rockstar Games y Ubisoft que dejó estas compañías para dedicarse al desarrollo de videojuegos independientes. Para su primer videojuego, quería un título que explorara las consecuencias de la toma de decisiones y cómo estas elecciones afectaron a otros. Inicialmente, había imaginado un videojuego que tuvo lugar en un pequeño vecindario en el transcurso de 24 horas, pero resultó ser demasiado amplio para él y lo redujo a un solo apartamento y un período de tiempo mucho más corto. Gran parte del diseño del videojuego está inspirado en el director de cine Stanley Kubrick, y como un guiño a Kubrick, el área del vestíbulo alrededor del apartamento incluye el icónico patrón de alfombra que Kubrick había usado en el Hotel Overlook para El resplandor. Inspiraciones adicionales provienen de las películas Groundhog Day, Memento y Rear Window.
Antonio había estrenado el videojuego en el evento PAX East 2015, en este punto el videojuego usaba arte de marcador de posición pero había completado el ciclo de videojuego.  Antonio había planeado que el videojuego se lanzara en el año 2016. Sin embargo, en los años intermedios, Antonio trajo a un equipo de cinco personas para ayudar a refinar el videojuego, y obtuvo el apoyo editorial de Annapurna Interactive. El videojuego se volvió a mostrar durante la conferencia de prensa de Xbox de Microsoft durante el E3 2019, y con un lanzamiento planificado para el año 2020. Entre los elementos finales que se incluirán se encuentran líneas totalmente sonoras para los personajes principales y animaciones de personajes mejorados mediante la captura de movimiento.

## Recepción
Twelve Minutes recibió críticas positivas.